# ラニア郡 (ジョージア州)
ラニア郡（ラニアぐん、英: Lanier County）は、アメリカ合衆国ジョージア州の南部に位置する郡である。2010年国勢調査での人口は10,078人であり、2000年の7,847人から28.4%増加した。郡庁所在地はレイクランド市（人口3,366人）であり、同郡で人口最大かつ唯一の法人化都市でもある。
ラニア郡はバルドスタ大都市圏に属している。西のラウンズ郡に跨ってムーディ空軍基地がある。

## 歴史
ラニア郡は1920年に設立され、郡名はジョージア州出身の詩人シドニー・ラニアに因んで名付けられた。

## 地理
アメリカ合衆国国勢調査局に拠れば、郡域全面積は199.83平方マイル (517.6 km2)であり、このうち陸地186.82平方マイル (483.9 km2)、水域は13.01平方マイル (33.7 km2)で水域率は6.51%である。

### 主要高規格道路

#### アメリカ国道
- アメリカ国道84号線
- アメリカ国道129号線
- アメリカ国道221号線

#### ジョージア州道
- ジョージア州道11号線
- ジョージア州道11号線バイパス
- ジョージア州道31号線
- ジョージア州道31号線接続路
- ジョージア州道37号線
- ジョージア州道38号線
- ジョージア州道64号線
- ジョージア州道122号線
- ジョージア州道122号線接続路
- ジョージア州道125号線
- ジョージア州道135号線
- ジョージア州道135号線バイパス
- ジョージア州道168号線

### 隣接する郡
- バーリン郡 - 北西
- アトキンソン郡 - 北
- クリンチ郡 - 東
- エコルズ郡 - 南
- ラウンズ郡 - 南西

### 国立保護地域

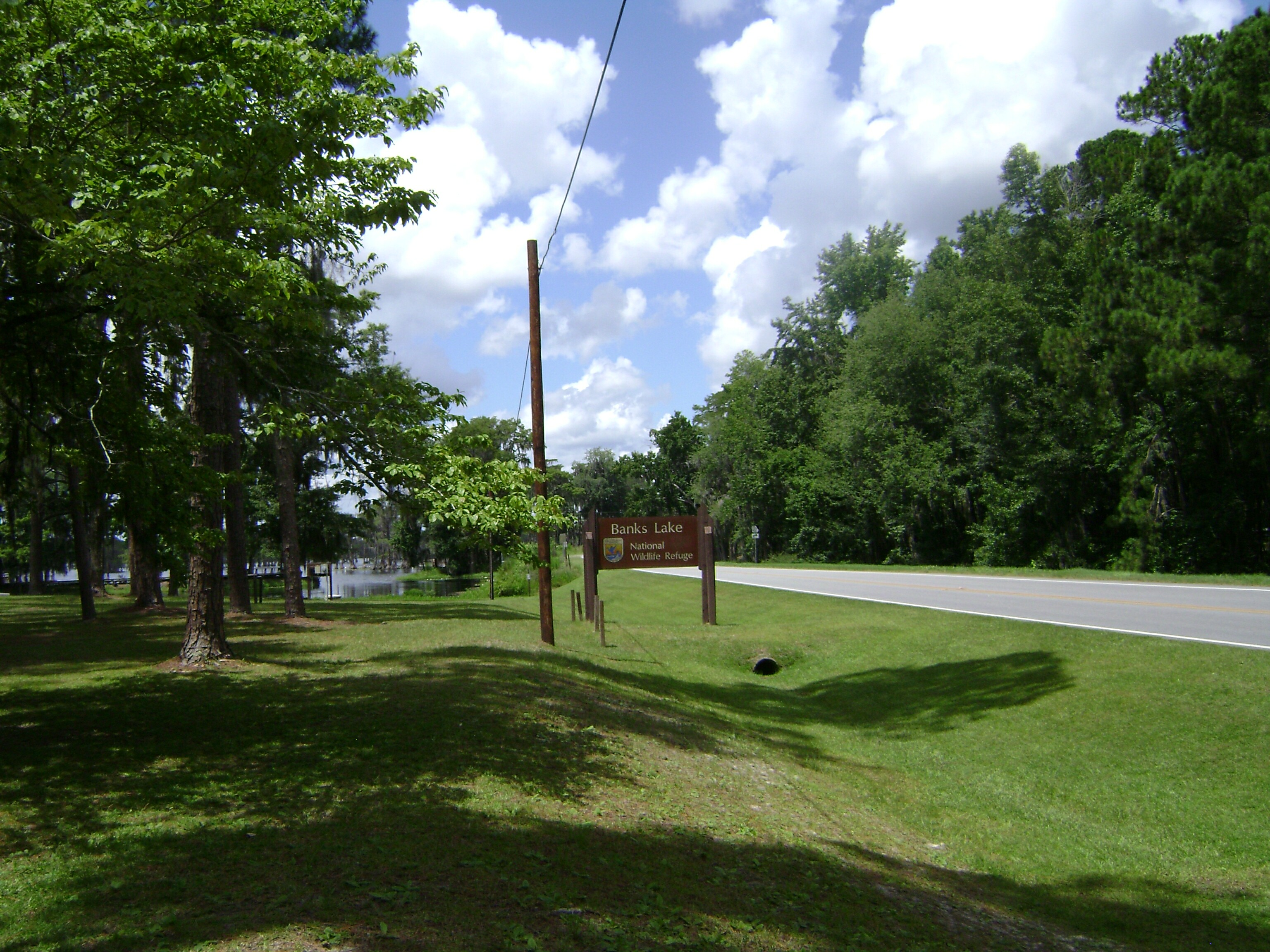
バンクス湖国立野生生物保護区の表示

- バンクス湖国立野生生物保護区

バンクス湖国立野生生物保護区は1985年に設立され、年間約2万人の観光客が訪れている。ハイキング、釣り、ボート遊びが楽しめ、4,000エーカー (16 km2) のバンクス湖湿地がある。2001年8月に開設されたロバート・シンプソン3世自然の道がレイクランド市内、広さ75エーカー (300,000 m2) の松と硬木の森に沿っている。アラパハ川、バンクス湖国立野生生物保護区、その他多くの小さな湖は格好の釣り場として知られている。

### 歴史的な場所
歴史的な場所としてユーリス・D・リバーズ元知事（在任1937年-1941年）の家屋がある。1980年代初期に元あったバンクス湖沿いからレイクランド市内ウェストメインストリートに移転された。ユニオン・バプテスト教会はジョージア州道135号線近くにある。フェンダー墓地はレイクランド市の東、アメリカ国道221号線とジョージア州道37号線の交差点、以前はデイビッド・フェンダーに属していた土地にある。この墓地には地域の初期開拓者が多く埋葬されており、遺族が川を渡って遺骸を運ぶ必要のないよう選定された。1920年代の地域社会の様子を描いた「ミルタウンの壁画」はレイクランド市中心街の建物の外壁にある。

## 人口動態
以下は2000年の国勢調査による人口統計データである。
| 基礎データ - 人口: 7,847人 - 世帯数: 2,893 世帯 - 家族数: 1,931 家族 - 人口密度: 15人/km2（39人/mi2） - 住居数: 3,011軒 - 住居密度: 6軒/km2（16軒/mi2） 人種別人口構成 - 白人: 76.61% - アフリカン・アメリカン: 20.63% - ネイティブ・アメリカン: 0.57% - アジア人: 0.36% - 太平洋諸島系: 0.04% - その他の人種: 0.59% - 混血: 1.20% - ヒスパニック・ラテン系: 1.74% | 年齢別人口構成 - 18歳未満: 27.4% - 18-24歳: 11.0% - 25-44歳: 30.5% - 45-64歳: 20.5% - 65歳以上: 10.6% - 年齢の中央値: 33歳 - 性比（女性100人あたり男性の人口） - 総人口: 102.7 - 18歳以上: 101.8 世帯と家族（対世帯数） - 18歳未満の子供がいる: 37.6% - 結婚・同居している夫婦: 55.0% - 未婚・離婚・死別女性が世帯主: 13.7% - 非家族世帯: 25.5% - 単身世帯: 21.8% - 65歳以上の老人1人暮らし: 9.4% - 平均構成人数 - 世帯: 2.69人 - 家族: 3.12人 | 収入と家計 - 収入の中央値 - 世帯: 50,171米ドル - 家族: 54,512米ドル - 性別 - 男性: 46,023米ドル - 女性: 39,021米ドル - 人口1人あたり収入: 43,690米ドル - 貧困線以下 - 対人口: 8.5% - 対家族数: 5.3% - 18歳未満: 12.9% - 65歳以上: 14.2% |

## 都市と町

### 法人化自治体
- レイクランド - 郡庁所在地

### 未編入の町
- グリーンウッド
- ストックトン
- ティータービル

## 経済
郡経済は農業依存に留まったままだが、2006年の雇用数では教育、医療、社会サービスの分野が大きなものになってきた。その要因として隣接するラウンズ郡に跨るムーディ空軍基地、幾つかの湖や自然保護地、病院、大型の州立刑務所がある。
郡内の大型雇用主は次の通りである
- ムーディ空軍基地
- オスカ・マイアー・ウィーナー
- ファーマーズ&マーチャンツ銀行
- ルイス・スミス病院
- パッテン保護観察収容所
- ジョージア州矯正省
- パッテン・シード
- レイクランド市
- ウォーソー・ホームズ
- J・H・ハーベイ Co, LLC （ハーベイ・スーパーマーケットの親会社）

### メディア
- 新聞は「ラニア郡アドボケイト」が発行されている。